# Ricardo Baranda (actor)
Ricardo Baranda (Ciudad de México, 26 de marzo de 1982) es un actor de televisión, teatro y conductor de televisión mexicano.

## Trayectoria como actor
Es egresado del CEA de Televisa de 2010. Sus primeros trabajos en televisión fueron en el unitario de La rosa de Guadalupe y Como dice el dicho y también la serie Gossip Girl:Acapulco participando en pocos capítulos de estas tres series.
En 2014 obtiene su papel debut en la producción de La gata donde dio vida a "El Garabato", así mismo compartiendo escenas con Maite Perroni y Daniel Arenas.
En 2015 interpreta a Viriato en la novela Antes muerta que Lichita producida por Rosy Ocampo, trabajando por segunda vez al lado de Maite Perroni y Arath de la Torre.
En 2016 participa en su primer largometraje que se llamó Mar interpretando a Blas.
En 2017 Rosy Ocampo le ofrece el personaje de Milton en la producción de La doble vida de Estela Carrillo en donde hizo de un periodista con temas relacionados con los conflictos bélicos, logrando destacar en un papel bien interpretado por él, compartió créditos con Ariadne Díaz y David Zepeda. Ese mismo año a finales de noviembre participa en Papa a toda madre con el personaje de Lupe por tercera ocasión con Maite Perroni y Sebastián Rulli.
Entre 2019 y 2020 debuta como conductor gamer de la programación de BitMe un canal ligado a Televisa pero de formato de videojuegos y series de anime emitidas.
En 2020 trabaja por tercera ocasión de la mano de Ocampo en la segunda entrega de la franquicia Vencer el desamor con el papel de Bruno. Y en la cual en 2023 se une a la quinta entrega Vencer la culpa esta vez en un papel más estelar interpretando al profesor Edgar, un maestro acosador y machista.
También ha participado en teatro en obras como Sold out y Así de simple además de que estas mismas las ha producido de igual forma.

## Filmografía

### Telenovelas
| Año       | Título                           | Papel                          |
| --------- | -------------------------------- | ------------------------------ |
| 2023      | Vencer la culpa                  | Edgar Zúñiga                   |
| 2020      | Vencer el desamor                | Bruno                          |
| 2017-2018 | Papá a toda madre                | José Guadalupe 'Lupe' Narváez  |
| 2017      | La doble vida de Estela Carrillo | Milton Cameron                 |
| 2015-2016 | Antes muerta que Lichita         | Viriato Torres                 |
| 2014      | La gata                          | Garabato / Víctor de la Fuente |

#### Series de televisión
| Año       | Título                | Papel             |
| --------- | --------------------- | ----------------- |
| 2012-2016 | Como dice el dicho    | Varios personajes |
| 2013      | Gossip Girl: Acapulco | Surfista          |

### Películas
| Año  | Título        | Papel |
| ---- | ------------- | ----- |
| 2016 | Mar           | Blas  |
| 2014 | Hola, extraño | Davo  |